# Oksamid
Oksamid (amid kwasu szczawiowego) – organiczny związek chemiczny z grupy amidów. Jest to najprostszy diamid o wzorze półstrukturalnym: H2N–(C=O)–(C=O)–NH2.
Oksamid stosuje się jako składnik nawozów azotowych.